# Giuseppe Scalvini
Giuseppe Salvatore Scalvini (Milano, 1908 – Milano, 8 settembre 2003) è stato uno scultore italiano.

## Biografia artistica
Figlio di un artigiano stuccatore, fu impegnato nell'impresa familiare, potendo iscriversi all'accademia di Brera solo frequentandone i corsi serali, inoltre assiste alle lezioni della scuola d'arte del Castello Sforzesco. Dal 1930 inizia ad esporre le proprie opere scultoree, dedicandosi pienamente all'attività plastica nella sua storica bottega milanese, da lui appena aperta in quell'anno in via Mac Mahon.
Nel 1937 scolpì la sua prima opera importante, cioè i due angeli di marmo collocati sul timpano del frontone della seicentesca Basilica di San Siro e Materno di Desio, su incarico di Mario Longoni. A quest'opera seguirono in breve tempo, a Milano, la realizzazione di diverse opere: decorazioni e bassorilievi, tra cui le aquile del prospetto, per la Stazione Centrale, chiamatovi da Ulisse Stacchini; la Nike del Palazzo di giustizia; altre sculture nel Cimitero monumentale.
Sarà proprio in quell'anno che una borsa premio conferitagli dalla "Società per le Belle Arti ed Esposizione Permanente" di Milano gli permetterà di lasciare la città per la Francia, dove farà esperienza della scena artistica della Parigi degli anni trenta e in particolare della pittura di Picasso che egli conoscerà attraverso l'opera Guernica.
Nel secondo dopoguerra fu attivo nella scena artistica milanese aderendo dapprima al movimento artistico "15 Borgonovo"(dal civico della galleria d'arte cittadina che ne raccolse i fermenti) insieme a Motti, Ramponi, Fumagalli, Brizzi e Ampelio Tettamanti, per poi orientarsi verso un personale percorso, partendo dalle tematiche intimiste e quotidiane del Realismo esistenziale milanese degli anni cinquanta. 
Nel 1946 tenne a Milano la sua prima personale alla Galleria d'arte moderna. Un'altra importante mostra a lui dedicata si svolge alla Galleria Bergamini di Milano nel 1952. 
Nel 1948 espose alla Biennale di Venezia dove fu ancora invitato nell'edizione 1954. Dal 1953, per undici edizioni, partecipa alla Biennale di Milano.
Nel 1990, il Comune di Valenza organizza una sua mostra personale, un'antologica di sculture e disegni dal 1947 al 1988 . Poi, nel 1996, è la Permanente di Milano a dedicargli un'esposizione.
È stato cremato, e le sue ceneri sono state deposte in una celletta del Cimitero Maggiore, a Milano.

## Temi e stile
Temi privilegiati sono i nudi femminili, i ritratti e soggetti tratti dalla vita quotidiana, tradotti in marmo, pietra e bronzo secondo una solida coscienza della forma e un'intelligente messa a fuoco di dettagli significativi. I suoi bronzi ricordano i grandi artisti greci per le linee semplici e geometriche, e allo stesso tempo cariche di movimento e velocità espressiva. 
Nelle opere degli anni Settanta la struttura si fa ancor più essenziale e la sua opera giunge a una raffinata rarefazione formale. Negli ultimi lavori ritorna a una definizione plastica più compiuta, sempre incisiva.

## La collezione di Villa Cusani Traversi Tittoni

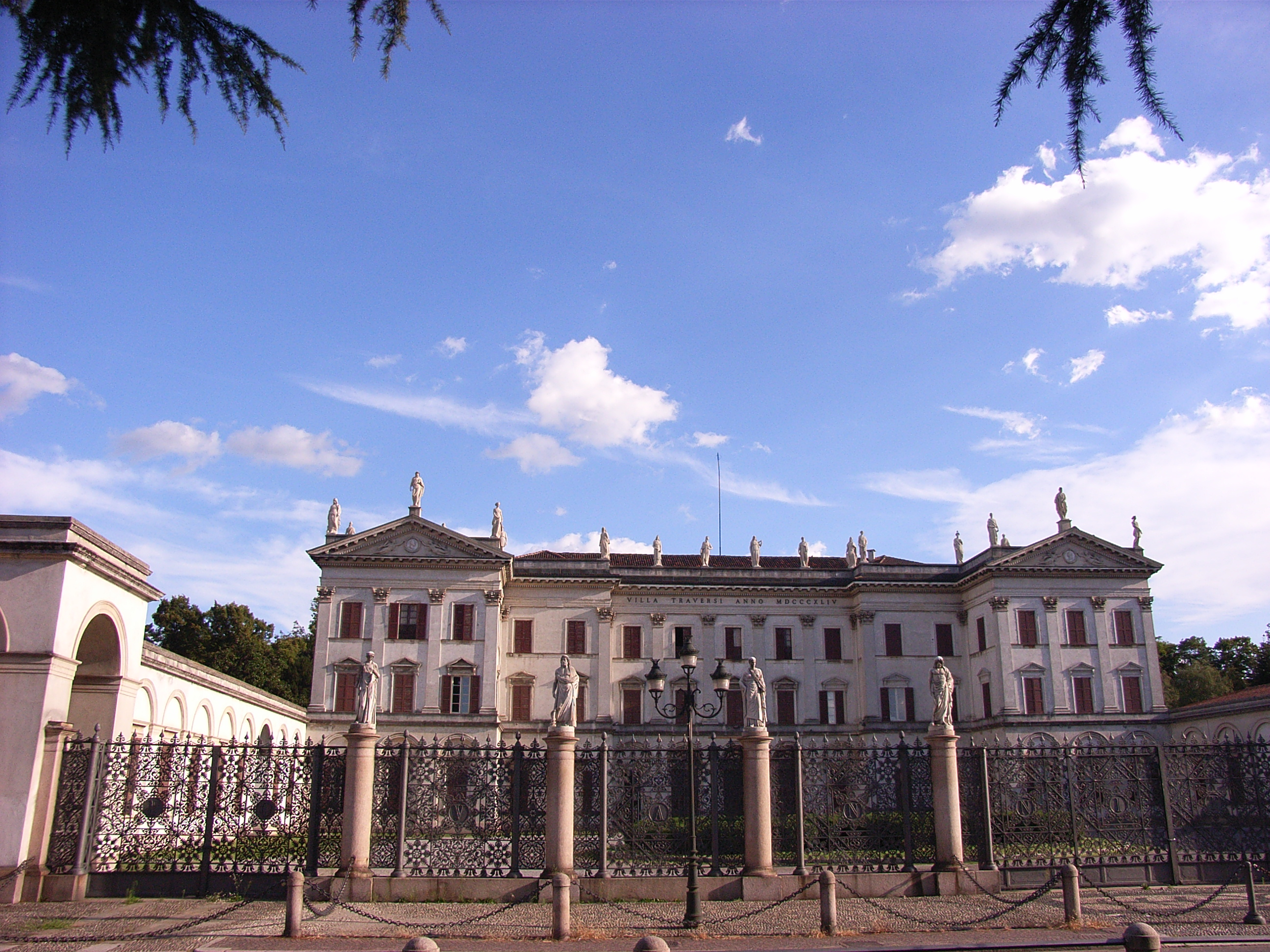
Villa Cusani Tittoni Traversi, a Desio, che ospita la donazione Scalvini.
Curatore, per volere dello stesso Scalvini, è l'amico pittore Cristiano Calogero Plicato.

Nel 1999 ha fatto dono di 35 sculture all'amministrazione civica di Desio. A questo lotto si aggiungono, nel gennaio 2003, 15 disegni a carboncino, inchiostro e alcune incisioni fatte stampare da Scalvini prima della morte. Curatore del museo per espressa volontà dello stesso Maestro Scalvini è l'amico e pittore Cristiano Calogero Plicato.
Si realizzava in questo modo la sua volontà di veder tutta l'opera in suo possesso così riunita in un'unica collezione, al di fuori di logiche commerciali.
Il patrimonio artistico di Scalvini ha trovato ospitalità nel museo a lui dedicato nella settecentesca Villa Cusani Tittoni Traversi di Giuseppe Piermarini. Curatore del museo per espressa volontà dello stesso Maestro Scalvini è l'amico e pittore Cristiano Calogero Plicato. Le sale del museo sono state allestite da Alessandro Savelli, Pierantonio Verga, Giancarlo Curone e dallo stesso Plicato, allievi e grandi amici di Scalvini.

## Opere
- Donna che lava (1954), Galleria Civica d'Arte Contemporanea, Suzzara (MN)[8]
- I mietitori (post 1953), Galleria Civica d'Arte Contemporanea, Suzzara (MN)[9]
- Cristo rimesso in croce[10]
- La famiglia (1968)[11]
- L'amore come idea pura (1970)[12]

## Opere monumentali
- Angeli di marmo sul timpano della facciata della Basilica di San Siro e Materno di Desio[3].